# Depas Amphikypellon

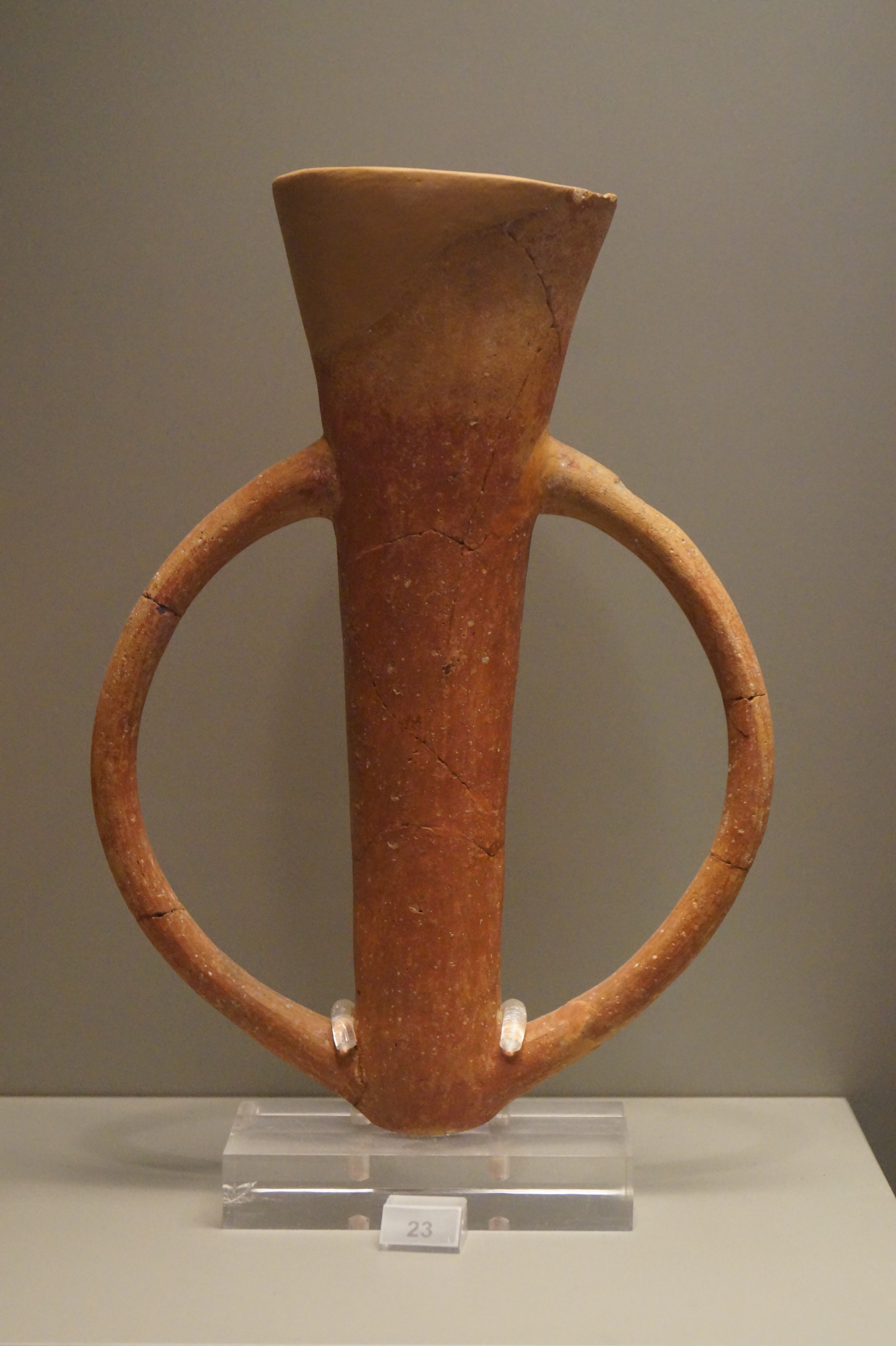
Depas Amphikypellon aus Poliochni auf Limnos (3. Jahrtausend v. Chr.)

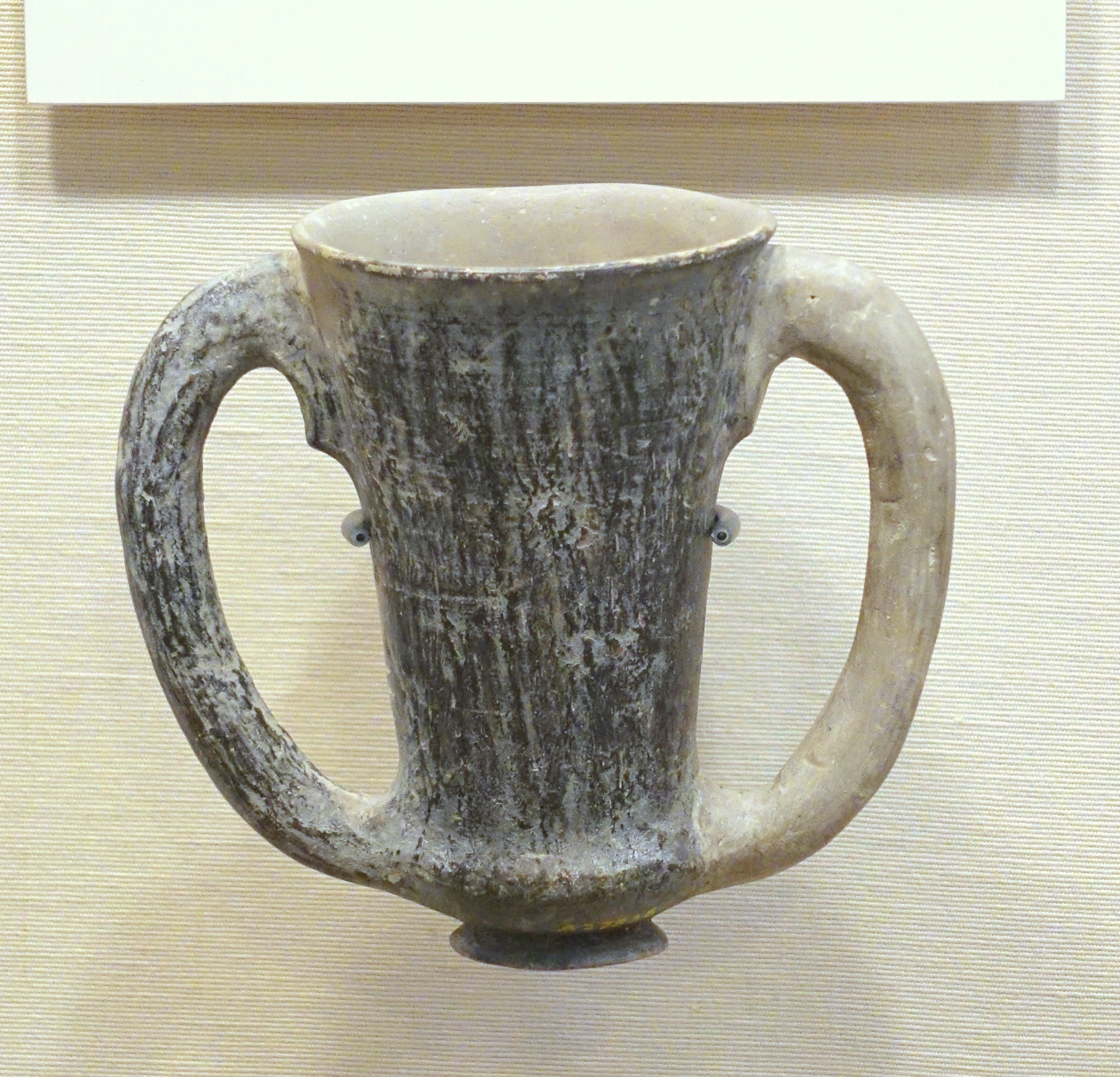
Depas Amphikypellon aus Tell Tayinat (Südosttürkei, 2200–2000 v. Chr.)

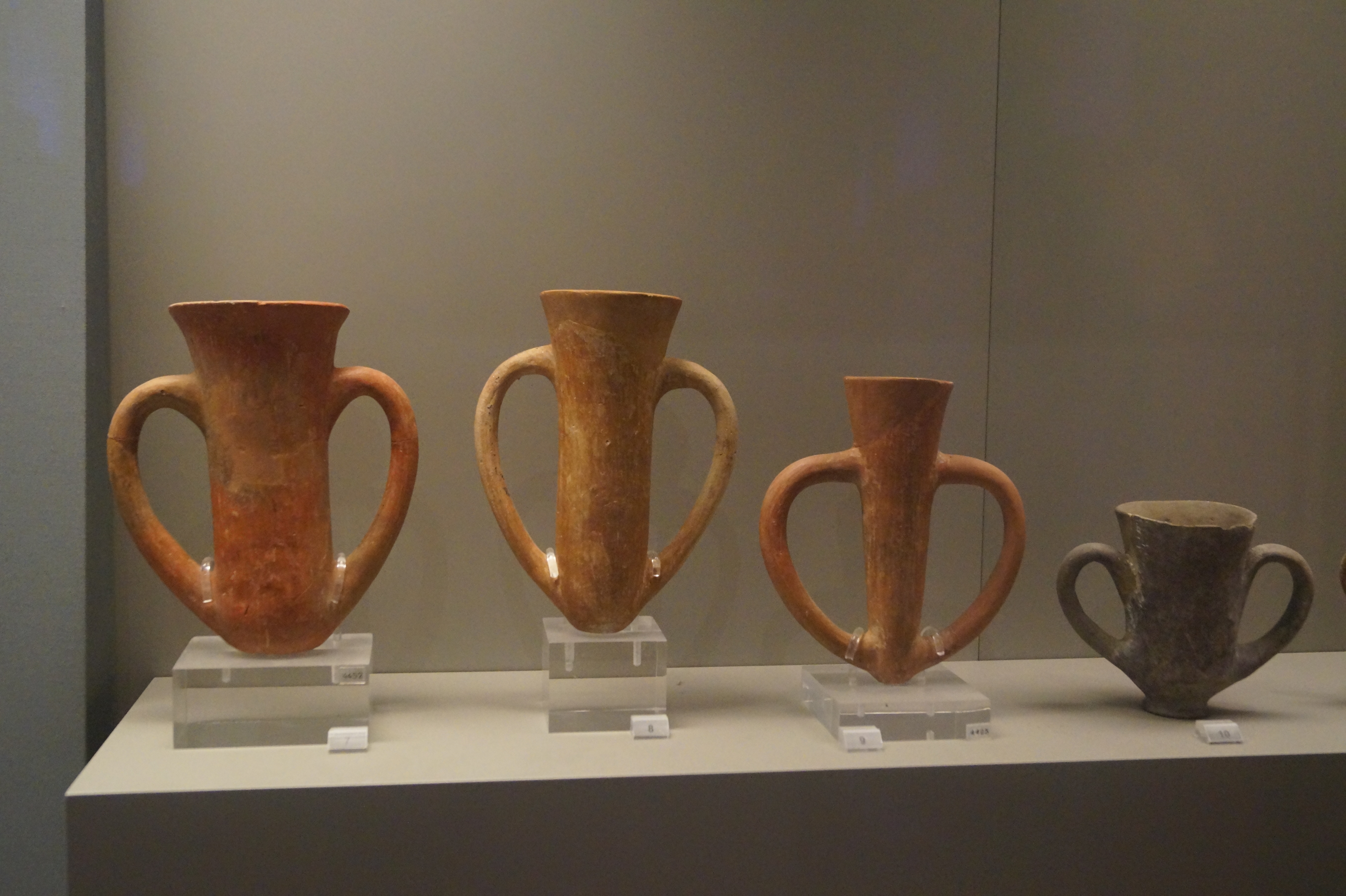
Depata Amphikypellon aus Troja II (3. Jahrtausend v. Chr.)

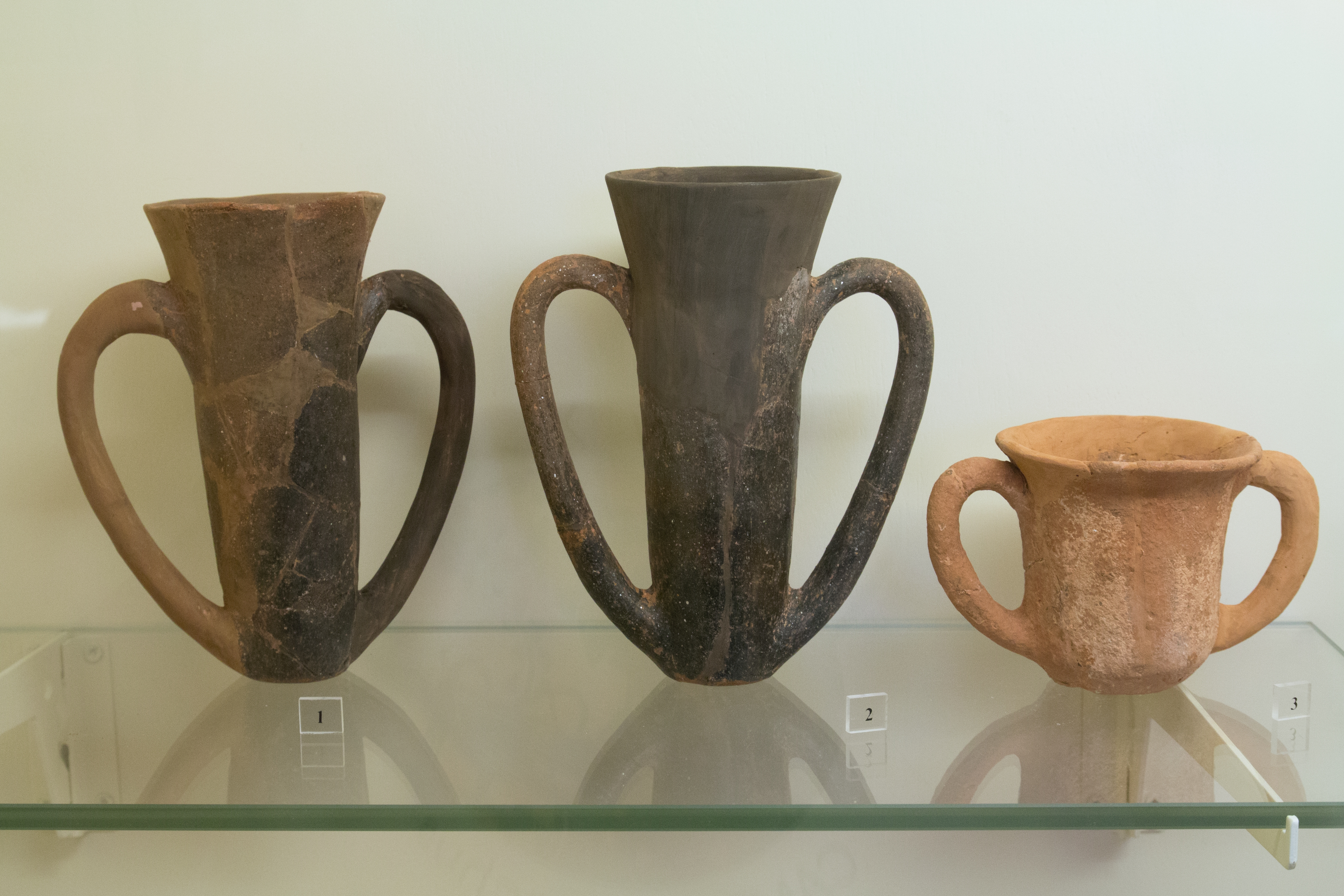
Depata Amphikypellon aus Kastri auf Syros (3. Jahrtausend v. Chr.)

Depas Amphikypellon (altgriechisch δέπας ἀμφικύπελλον) ist ein Gefäßtyp, der zuerst bei Homer erscheint. Heinrich Schliemann entdeckte bei seinen Grabungen in Troja zweihenklige Becher aus Keramik, die er so bezeichnete. Die Bezeichnung dieser Gefäße mit dem antiken Namen Depas Amphikypellon ist heute noch international üblich, obwohl man sich sicher ist, dass man ursprünglich einen anderen Gefäßtyp so nannte. Alternativ werden die Gefäße auch als Trojabecher bezeichnet.

## Überlieferung
Im ersten Buch der Ilias beschreibt Homer, wie der Gott Hephaistos mit einem Depas Amphikypellon Nektartrunk schöpft und seiner Mutter Hera und den anderen Olympischen Göttern überreicht, um sie milde zu stimmen. Im sechsten Buch erhält Bellerophontes von Oineus ein goldenes Depas Amphikypellon als Gastgeschenk. Es wird auch beschrieben, dass Achilleus Wein aus einem goldenen Depas Amphikypellon als Trankopfer für den gefallenen Patroklos darbrachte.

## Beschreibung
Die Grundform der Gefäße besteht aus einem schmalen, hohen Becher mit rundem Boden und zwei gegenüberliegenden großen Griffen, die jeweils nahe am Gefäßboden und nahe dem Gefäßrand ansetzen. Es gibt handgemachte und auf der Töpferscheibe hergestellte Exemplare. Manche sind unten spitz zulaufend und andere haben eine flache Standfläche als Boden.
Depa Amphikypella gelten als Indikator für die dritte Phase der Frühen Bronzezeit im östlichen Mittelmeerraum (etwa 2300–2000 v. Chr.). So fand man solche Gefäße in Nordsyrien, Südost-, Zentral- und Westanatolien, auf den Ägäischen Inseln, in Griechenland und in Bulgarien. Sie sind ein Indiz für den damaligen Handel und kulturellen Austausch. Es ist bisher noch nicht bekannt, wo die Heimat des Depas Amphikypellon liegt. Die große Formenvielfalt erklärt sich daraus, dass viele aufgefundenen Gefäße nicht importiert wurden, sondern aus lokaler Produktion stammten. In Troja wurde auch ein Depas Amphikypellon aus Silber entdeckt.
Depa Amphikypella dienten neben dem Weintrinken zum Schöpfen, Mischen und zum Darbringen von Trankopfern.